# TOKYO→NIIGATA MUSIC CONVOY〜SATURDAY SPECIAL〜
TOKYO→NIIGATA MUSIC CONVOY～SATURDAY SPECIAL～（とうきょうにいがたミュージックコンボイさたでーすぺしゃる）は、FM PORTで生放送されていたラジオ番組。

## 概要
- 音楽番組。（基本的に、リクエストは募集していない）
- 本日のトークテーマを設定し、リスナーからのFAXやe-mailを紹介していく。
- スポーツ中継がある場合、短縮放送になることもある。

## オンエア時間
- 土曜日 18:00 - 21:00（2006年7月1日[いつ?] - 2012年8月、2013年3月2日 - 2018年9月29日）
  - 土曜日 18:00 - 20:30（2012年9月1日 - 2013年2月23日、新番組「ひのうちどころ HA NIGHT!!!」が放送されたため。）

## ナビゲーター（パーソナリティ）
2015年4月4日からは週替わり制へ変更。
- 松浦千佳（2017年4月 - 2018年9月）
- 山内秀一（2017年4月 - 2018年9月）

上記の2人はレギュラー以前にも登場した週があった。また、不定期で様々なジャンルで活動するナビゲーターが登場していた。

## 過去のナビゲーター（パーソナリティ）
- 須賀由美子 （2013年9月7日 - 2015年3月28日）
- 千葉ひろみ （2006年7月1日 - 2013年8月31日、第二子出産のため、降板）
- ピンチヒッターのナビゲーター
  - 須賀由美子 （2013年3月9日）
  - FROM CRESCENT （2013年3月16日）
- SUSIE(SUSIE LOVE) （2015年4月 - 9月）
- Adya （ - 2015年9月）
- 田中美帆（ - 2017年3月 第1週・第3週、2017年5月20日）
- サンドラ・ヘフェリン（ - 2017年3月 第2週・第4週、2017年5月27日）

## コーナー
2012年7月現在
- This Week Headline
- Chiba Log
- Something/Aniything
  - 現在のテーマは、「新潟ご当地あるある」、「It`s a hard life（やり切れない出来事）」
- Brain Exercise（クイズコーナー。プレゼントは、サイン入りのタイムテーブル。）
- Room Eight（ゲストコーナー）
- It`s a Good Sound（新譜紹介、ゲストコーナーになることもある。）